# Checkkonto

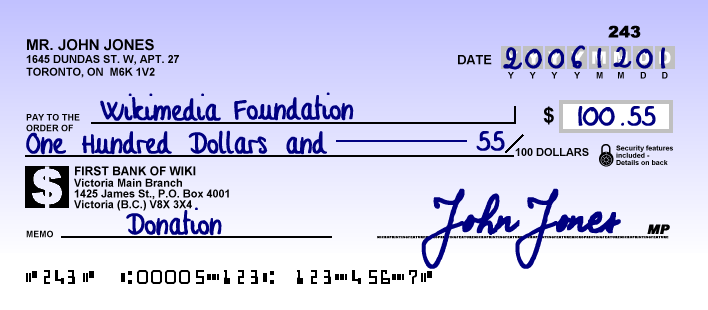
En kanadensisk check.

Ett checkkonto eller transaktionskonto är ett bankkonto avsett för löpande in- och utbetalningar. Namnet checkkonto kommer från de checkar som historiskt kopplats till kontot. I takt med att användande av checkar som betalningsmedel minskat till mycket låga nivåer har utfärdandet av checker minskat och ibland helt avskaffats. Namnet checkkonto lever dock kvar i vissa fall i dagligt tal. 
Ett transaktionskonto har som syfte att användas för ett stort antal in- och utbetalningar. I kontovillkoren ingår normalt rätten att göra obegränsat antal transaktioner med de medel som finns på kontot utan några former av inlåsning eller andra likviditetsbegränsande åtgärder. Banken erbjuder å andra sidan normalt ingen eller mycket låg ränta på de innestående medlen. 
Transaktionskontot är idag ofta kopplade till olika former av internetbank-lösningar för att möjliggöra betalningar och andra transaktioner via bankkundens dator. Banken tillhandahåller dessutom ofta bankomatkort eller betalkort till privatpersoner med transaktionskonton. 
Ett checkkonto kan vara kopplat till en kredit, checkkredit vilket utgör ett stående löfte att göra uttag upp till ett visst fastställt belopp mot ränta.  Checkkonton kan vara kopplade mot räntebärande konton där medel vid dagens slut överförs till räntebärande konton eller investeras i dagslån per automatik, så kallade sweep accounts. Den typen av lösningar eller cash pool-lösningar är framförallt vanliga i företagssfären men förekommer även för privatpersoner i vissa länder. 